# Rendeux
Rendeux (valonă Rindeu) este o comună francofonă din regiunea Valonia din Belgia. Comuna este formată din localitățile Rendeux, Beffe, Hodister și Marcourt. Suprafața totală a comunei este de 68,83 km². La 1 ianuarie 2008 comuna avea o populație totală de 2.358 locuitori. 